# Octan stříbrný
Octan stříbrný je stříbrná sůl kyseliny octové, jedna z mála ve vodě rozpustných stříbrných solí, se vzorcem CH3COOAg. Tato látka má nepříjemnou, kovovou chuť.

## Výroba
Octan stříbrný lze vyrábět jednoduše reakcí stříbrných solí slabých kyselin, často uhličitanu stříbrného, s kyselinou octovou:

Ag2CO3 + 2CH3COOH → 2CH3COOAg + CO2 + H2O

Rovněž se tato látka dá připravit elektrolýzou kyseliny octové. Jako záporná elektroda (anoda) se užívá kovové stříbro, jako kladná elektroda se užívá zejména měď či stříbro (nebo jiný kov, který nereaguje s kyselinou octovou).
2CH3COOH → 2CH3COO− + 2H+
2H+ + 2e− → H2
2Ag -2e− → 2Ag+
2CH3COO− + 2Ag+ → 2CH3COOAg

## Reakce
Při záření na tuto látku dochází k jejímu rozkladu na kovové stříbro, díky čemuž se mění barva do šeda. Vzniká acetátový aniont, který se rozkládá:
CH3COOAg ↔ CH3COO− + Ag+ → CH3COO + Ag
Při reakci s hydroxidem sodným probíhá reakce, na jejímž konci vzniká černá sraženina oxidu stříbrného:
2CH3COOAg + 2NaOH → 2CH3COONa + 2AgOH → 2CH3COONa + 2Ag2O + H2O

## Užití
Tato látka se běžně užívá jako pesticid a rovněž se v malém množství přidává do cigaret za účelem odrazení od kouření. Tato látka se přidávala i do žvýkaček.

### Bezpečnost
Tato látka je toxická, LD50 pro myš je asi 36,7 mg/kg, což je poměrně hodně. Malé dávky této látky způsobují ataxii, problémy centrálního nervového systému, obtížné dýchání, a smrt.